# Секограма

Секогра́ма — письмове повідомлення, написане секографічним способом (тобто має рельєфний шрифт, наприклад Шрифт Брайля), друковане видання для сліпих, кліше зі знаками секографії, що подаються у відкритому вигляді, а також звуковий запис та спеціальний папір, призначені виключно для сліпих, за умови, що вони відправляються офіційно визнаними установами для сліпих або на їх адресу.